# Desaparición de Katheryne Eggleston
Katheryne Scott Eggleston (Redmond, Oregón; 4 de mayo de 1971 - desaparecida el 2 de agosto de 1993) era una joven estadounidense que desapareció bajo misteriosas circunstancias en Portland (Oregón). Su desaparición se describió ampliamente en The Last Time We Saw Her, un libro de no ficción de 2012 de Robert Scott que narra el asesinato de Brooke Wilberger, así como otros casos de personas desaparecidas en Oregón. El expediente está considerado como uno de los casos sin resolver más notorios en la historia de Portland.
Eggleston, recién licenciada por la Universidad Estatal de Oregón, había aceptado un empleo en Allnet, una empresa de telecomunicaciones con sede en Lake Oswego (Oregón), a unos 13 km al sur de Portland. Tras asistir a una reunión de negocios en Portland en la mañana del 2 de agosto de 1993, tenía programadas varias citas de ventas en la ciudad. Fue vista por última vez sobre las 14:15 horas en el antiguo edificio del Puerto de Portland, situado en el 700 de Northeast Multnomah Street. Varias personas la vieron haciendo llamadas telefónicas en el vestíbulo del edificio. Los testigos afirmaron que parecía nerviosa, mientras que su cliente declaró que la vio salir de un ascensor en compañía de un desconocido. A la mañana siguiente se encontró el coche de Eggleston, sin cerrar, en un aparcamiento industrial a 14 km de distancia. Su bolso y la mayoría de sus pertenencias estaban en su interior, aunque no se encontró su pasaporte.
La investigación de las fuerzas de seguridad de Portland sobre la desaparición de Eggleston se centró en gran medida en la próxima sentencia de su hermana mayor por evasión fiscal. Los detectives teorizaron que  podría haber huido intencionadamente para evitar testificar contra su hermana, aunque su familia negó repetidamente cualquier conexión entre ambos incidentes.

## Trasfondo
Katheryne Scott Eggleston nació en Redmond (Oregón) el 4 de mayo de 1971, hija de Paul (14 de julio de 1935 - 28 de marzo de 2017), antiguo profesor de instituto en Seattle y Superintendente del Distrito Escolar de Redmond, y de Heather Eggleston (de soltera Scott; 14 de septiembre de 1935 - 15 de julio de 2011), profesora de primaria. Eggleston estudió en la Universidad Estatal de Oregón, en el campus de Corvallis, donde fue miembro de la hermandad Alpha Chi Omega, y se licenció en Filología Inglesa en la primavera de 1993.

## Desaparición

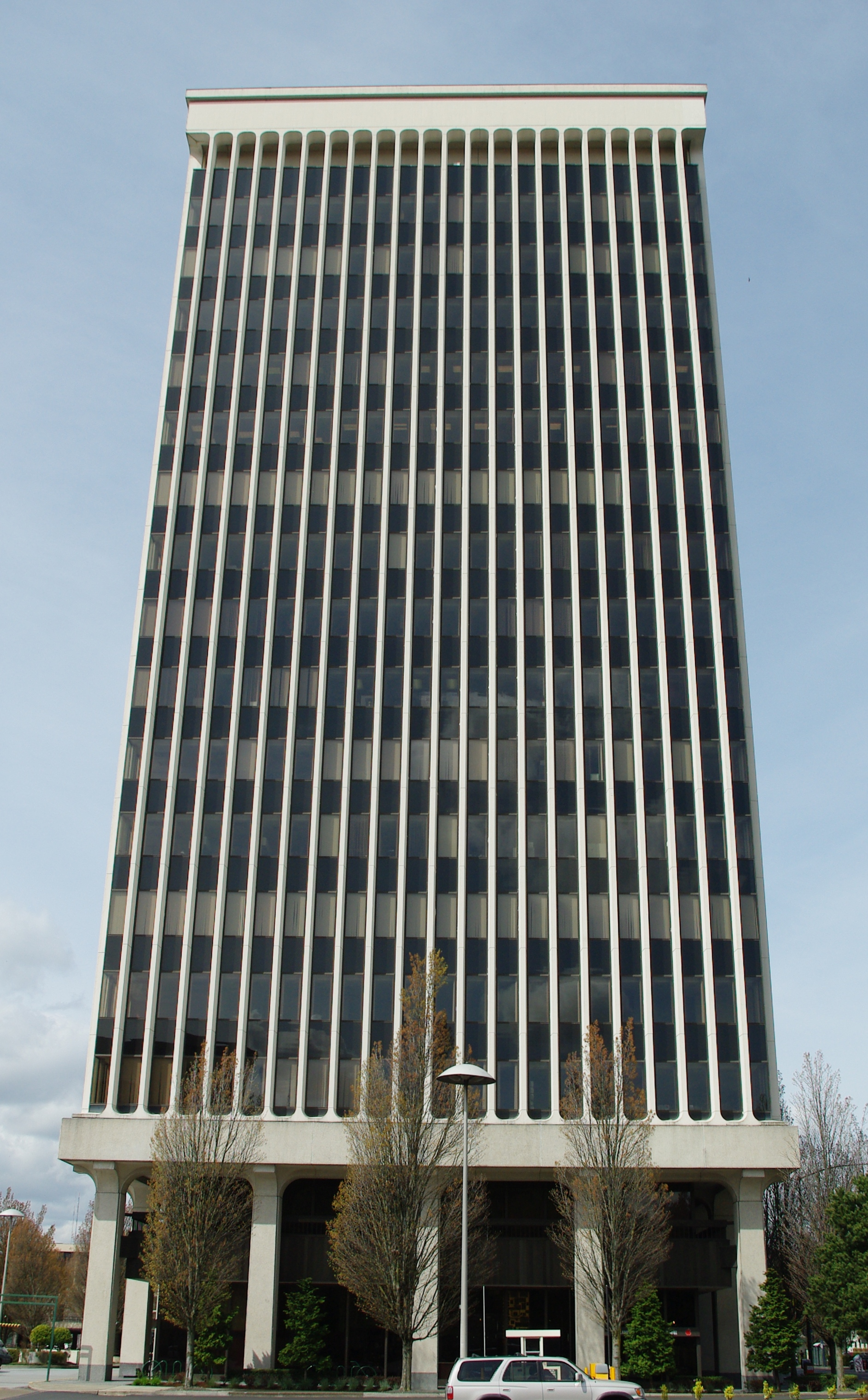
Eggleston fue vista por última vez en los aledaños del Lloyd 700, las antiguas oficinas del Puerto de Portland.

Tras licenciarse en la universidad, Eggleston se trasladó a Gresham (Oregón), un suburbio de Portland, donde residía con su hermana mayor Janet, que entonces tenía 37 años. Consiguió un empleo como vendedora en Allnet Communication Services, una empresa de telecomunicaciones con sede en Lake Oswego. La mañana del 2 de agosto de 1993, salió de la oficina de la empresa para asistir a una reunión de negocios en Portland, antes de detenerse en varios comercios de Northeast Whitaker Way. Era el primer día que Eggleston realizaba visitas de ventas sola. Paró en un banco y en una gasolinera antes de almorzar en un restaurante Burger King cerca de Lloyd Center, en el distrito de Lloyd.
Poco después, Eggleston llegó al entonces edificio del puerto de Portland, situado en el número 700 de Northeast Multnomah Street, a unas dos manzanas del Lloyd Center, para una cita de negocios. Se la vio haciendo llamadas telefónicas en el vestíbulo del edificio, y cinco testigos que la vieron allí declararon que parecía "preocupada e inquieta". Entre los testigos, estaba un hombre con el que Eggleston tenía concertada una cita, quien afirmó que la vio salir de un ascensor en el vestíbulo con un hombre que vestía una americana azul. El cliente describió al desconocido como un hombre de "pelo oscuro y tez morena".

## Investigación

### Primeras pesquisas
La ausencia de Eggleston se notó por primera vez cuando no regresó a la oficina de Allnet en Lake Oswego, donde debía reunirse con su asesor a las 17 horas. Al poco rato, un testigo llamado John Davis vio el Volkswagen Golf gris de Eggleston todavía en el aparcamiento del edificio del puerto de Portland. Cuando Eggleston no regresó a la casa que compartía con su hermana Janet, ésta avisó a su padre, que viajó a la zona de Portland desde Redmond el 3 de agosto.
A primera hora del 3 de agosto, un guardia de seguridad de un complejo industrial situado en Northeast 122nd Avenue y Airport Way descubrió el Volkswagen Golf de Eggleston aparcado en el estacionamiento, aproximadamente a 14 km del edificio del Puerto de Portland donde fue vista por última vez, cerca del Aeropuerto Internacional de Portland. Las puertas del coche no estaban cerradas y todas las ventanillas estaban bajadas, con las llaves puestas. En el coche estaba su bolso y su contenido, incluido un talonario de cheques, tarjetas de crédito y una pequeña cantidad de dinero en efectivo, aunque faltaba su pasaporte. Los padres de Eggleston señalaron que ella había recuperado su pasaporte de su residencia en Redmond durante una visita 10 días antes. El 6 de agosto, los buscadores voluntarios registraron los campos cercanos, así como otros matorrales, caminos de grava y tierras de cultivo. El 6 de agosto, el portavoz de la policía de Portland, Derrick Foxworth, declaró a la prensa que "ciertamente parece que se trata de un homicidio".

### Teorías

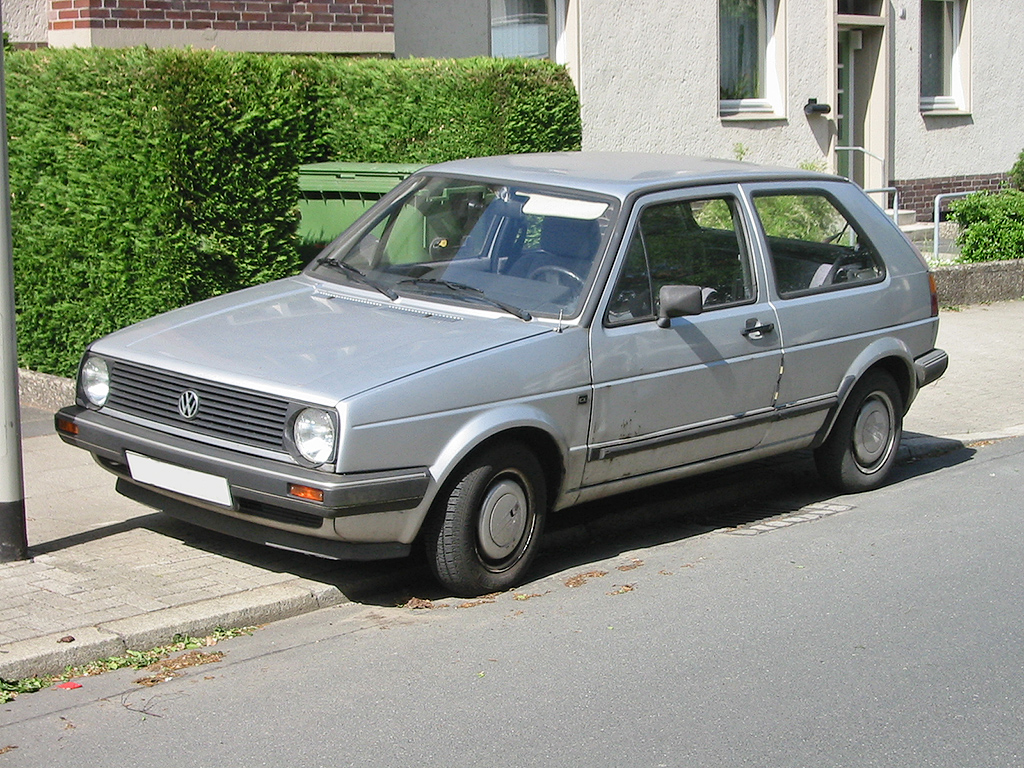
Un modelo Volkswagen Golf II gris, similar al que conducía Eggleston cuando desapareció.

En un principio, los padres de Eggleston sospecharon del que era entonces el novio de su hija, residente en Redmond, pero éste fue absuelto por las fuerzas de seguridad, que confirmaron que se encontraba en el centro del estado de Oregón en el momento de su desaparición. Aunque en un principio se sospechó que se trataba de un homicidio, la Oficina de Policía de Portland teorizó posteriormente que Eggleston había desaparecido intencionadamente, posiblemente para evitar testificar en un posible juicio contra su hermana, Janet, por evasión de impuestos.
Janet y su exmarido fueron acusados de no declarar unos 190 000 dólares en concepto de ingresos empresariales entre 1986 y 1987. Esta revelación, y el hecho de que los detectives se centraran en ella como posible motivo de la huida de Eggleston, provocó enfrentamientos entre la familia y los investigadores, en concreto con el detective jefe Terry Wagner. Paul Eggleston declaró posteriormente: "Wagner dejó muy claro que no iba a hablar con nosotros, que seguía creyendo que Katie probablemente había desaparecido por voluntad propia".
Posteriormente, la familia de Eggleston contrató a un detective jubilado de la Policía Estatal de Oregón para que siguiera investigando el caso de la desaparición, y se obtuvieron varias pistas; una de ellas se refería a un guardia de seguridad que poseía las llaves del aparcamiento del edificio del puerto de Portland. Para intensificar las labores de búsqueda, Allnet financió una línea de atención telefónica dedicada a las pistas sobre la desaparición de Eggleston, mientras que a mediados de agosto se distribuyeron octavillas que prometían una recompensa de 5 000 dólares a lo largo de la carretera interestatal 5 entre Eugene y Everett, Washington. Una de las llamadas anónimas a la línea fue realizada por un hombre que afirmaba haber secuestrado a Eggleston y haberla asesinado dos semanas después de su desaparición. La persona anónima, que supuestamente hablaba con un dialecto sureño, afirmó que nunca la encontrarían "porque yo la maté".
En octubre de 1993, la policía había recibido cientos de pistas sobre el caso, pero ninguna resultó fructífera. El 12 de octubre, las fuerzas del orden declararon a los medios de comunicación que mantenían su postura de que Eggleston había desaparecido voluntariamente, citando la falta de pruebas físicas, así como la desaparición del pasaporte de Eggleston, lo que sugería una vez más que había huido para evitar testificar contra su hermana Janet.
Sin embargo, tanto Janet como su exmarido, Jeffrey Taylor, se declararon culpables de sus cargos el 9 de julio, renunciando a un juicio, lo que significaba que Eggleston no habría tenido que testificar en primer lugar. Tras su sentencia del 12 de octubre por los cargos de evasión fiscal, Janet declaró a los medios que su caso no estaba relacionado con la desaparición de su hermana, comentando: "Insinuar cualquier conexión la empaña de una forma que me resulta increíblemente dolorosa".
El padre de Eggleston, Paul, comentó en cartas enviadas a los investigadores: "Katie puede ser testigo del gobierno, pero su contribución al caso tiene que ser mínima. No sabe más que Sarah (su hermana pequeña, también posible testigo) sobre las finanzas de Jeff".

### Acontecimientos posteriores
El 4 de mayo de 2001, el día en que Eggleston cumpliría 30 años, su familia puso en marcha una línea de atención telefónica en busca de más pistas sobre su desaparición. Uno de los hombres que llamó era un antiguo empleado de una gasolinera situada en Northeast 122nd Avenue y Stark Street, que afirmaba haberla visto cerca de la hora de su desaparición. Esta gasolinera se encontraba aproximadamente a 6,4 km al sur del lugar donde se localizó el vehículo de Eggleston. Afirmó haber dado indicaciones a una mujer que creía que era Eggleston para llegar al aeropuerto. Según el empleado, la mujer se marchó en un vehículo cuya marca y modelo no recordaba. Poco después, la mujer volvió a la gasolinera, esta vez en un coche diferente -un Honda Hatchback azul verdoso- y acompañada por dos hombres negros. Según el empleado, la mujer parecía "despeinada, parcialmente desnuda y llorando", y parecía estar haciendo cosas para llamar la atención, como conducir de forma errática. El vigilante también señaló que, cuando la mujer llegó sola por primera vez, vio un "grueso libro negro en el asiento del copiloto" de su coche, parecido a los archivadores de ventas utilizados por Allnet.
La postura de las fuerzas de seguridad de que Eggleston desapareció voluntariamente se mantuvo hasta la desaparición y asesinato en 2004 de Brooke Wilberger en Corvallis. Su asesino, Joel Courtney, se encontraba supuestamente en Portland en el momento de la desaparición de Eggleston, y se le considera un posible sospechoso. En 2006, el FBI anunció que Courtney había sido absuelto de dos desapariciones no identificadas, aunque el padre de Eggleston declaró a The Oregonian que le habían informado de que Courtney seguía siendo examinado como posible sospechoso en su caso.
La madre de Eggleston, Heather, murió en julio de 2011, seguida por su padre Paul, en marzo de 2017. Ambos padres de Eggleston mantuvieron constantemente que su hija había sido asesinada.